# Paul Nicholson (futbolista)
Paul Nicholson (nacido el 10 de agosto de 1986) es un exfutbolista inglés que se desenvolvía como centrocampista. Actualmente es entrenador del Cincinnati Dutch Lions, equipo estadounidense de la USL Premier Development League. 

## Carrera

### Como jugador
Como jugador en Inglaterra nunca llegó a jugar profesionalmente, pero estuvo en las filas del Carlisle United FC hasta los 16 años y luego al Morecambe FC hasta los 18 años.
En 2005 se trasladó a los Estados Unidos tras aceptar una beca deportiva de la University of Rio Grande en Ohio.Durante su carrera universitaria también jugó para los equipos de la USL Premier Development League West Virginia Chaos en la temporada 2009 y el GPS Portland Phoenix.
En la temporada 2011 el jugador inglés firmó su primer contrato profesional con el Wilmington Hammerheads, en el que permanecerá hasta el 2016.
Tras cinco años con Wilmington, Nicholson firmó un contrato con el FC Cincinnati, donde después de la finalización de la temporada anunció su retiro del fútbol profesional.

### Como entrenador
En diciembre de 2017 fue designado como entrenador del Cincinnati Dutch Lions de la Premier Development League.

## Clubes

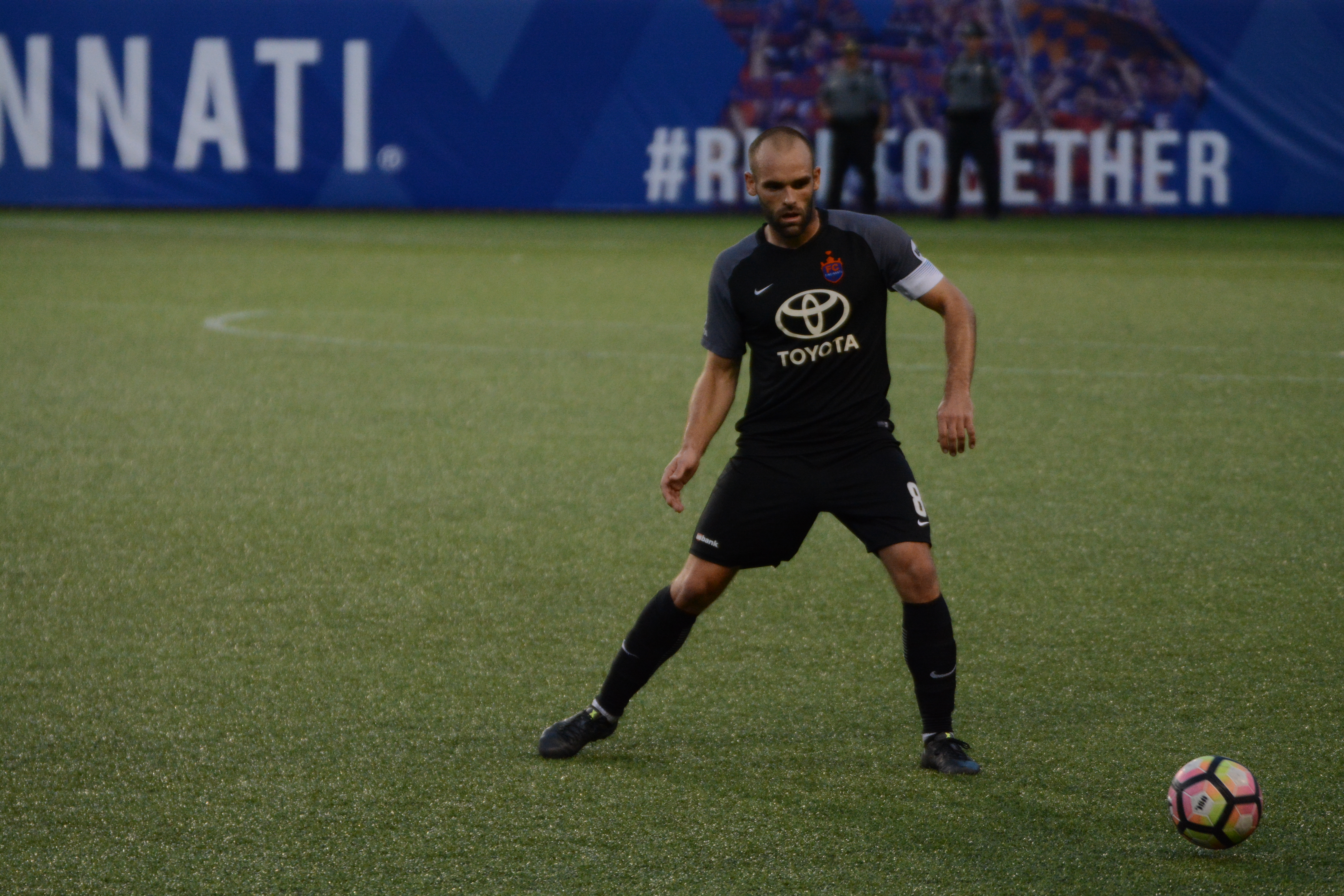
Partido FC Cincinnati y AFC Cleveland en el Nippert Stadium

### Jugador
| Club                   | País           | Año       | Partidos | Goles |
| ---------------------- | -------------- | --------- | -------- | ----- |
| West Virginia Chaos    | Estados Unidos | 2009      | 14       | 1     |
| GPS Portland Phoenix   | Estados Unidos | 2010      | 16       | 1     |
| Wilmington Hammerheads | Estados Unidos | 2011-2015 | 119      | 6     |
| FC Cincinnati          | Estados Unidos | 2016-2017 | 33       | 1     |

### Entrenador
| Club                   | País           | Año   |
| ---------------------- | -------------- | ----- |
| Cincinnati Dutch Lions | Estados Unidos | 2018- |